# إريك بارسونز
اريك بارسونز (بالإنجليزية: Eric Parsons)‏ (9 نوفمبر 1923 في المملكة المتحدة - 7 فبراير 2011 في المملكة المتحدة) هو لاعب كرة قدم بريطاني (وحمل سابقاً جنسية المملكة المتحدة لبريطانيا العظمى وأيرلندا) في مركز جناح ‏. شارك مع منتخب إنجلترا لكرة القدم الرديف. أما مع النوادي، فقد لعب مع تشيلسي ونادي برينتفورد ووست هام يونايتد.

## وصلات خارجية
- اريك بارسونز على موقع قاعدة بيانات كرة القدم.إي يو (الإنجليزية)